# 球果木犀榄
球果木犀榄（学名：Olea dioica var. wightiana）是木犀科木犀榄属异株木犀榄的变种。分布在中国大陆的广西、广东等地，生长于海拔1,000米的地区，常生长在疏林、密林中、溪边或山顶，目前尚未由人工引种栽培。

## 别名
魏氏木犀榄（植物分类学报）